# Orden de San Agustín
La Orden de San Agustín (O. S. A.), en latín Ordo Fratrum Sancti Augustini, anteriormente Orden de Ermitaños de San Agustín (O. E. S. A.), en latín Ordo Eremitarum Sancti Augustini (hasta 1968); es una orden religiosa mendicante establecida por la Iglesia católica bajo el pontificado de Inocencio IV en el año 1244, ante la necesidad de unificar una serie de comunidades de eremitas que habían surgido bajo la experiencia monástica de san Agustín y su Regla del siglo IV. Actualmente tiene presencia en 50 países y la componen la Primera Orden Agustiniana o Padres Agustinos (religiosos y sacerdotes), la Segunda Orden Agustiniana (monjas de clausura) y la Tercera Orden Agustiniana o Fraternidad Agustiniana (laicos consagrados).

## Historia

### Fundación
El nacimiento de la Orden de San Agustín se remonta al año 1243 cuando cuatro ermitaños: Esteban de Cataste, Hugo de Corbaria, Guido de Rosia y Pedro de Lupocavo en representación de grupos de eremitas situados en la antigua Tuscia, Lacio superior y zonas limítrofes de Umbría, se dirigieron al papa Inocencio IV para pedirle una regla común y un prior general.
Luego de conocida la propuesta, en el primer año de su pontificado, Inocencio IV determinó la creación de una nueva orden mendicante, también llamada orden de pobreza evangélica o de fraternidad apostólica, (la tercera después de los franciscanos y dominicos). Incumbit nobis y Praesentium vobis fechadas el 16 de diciembre de 1243, sentaron las bases jurídicas de la elección canónica de la Orden de San Agustín. Incumbit nobis ordenó que los eremitas de Tuscia, «exceptis Fratribus S. Guillelmi» (‘excepto por los hermanos S. Guillelmi’), enviaran uno o dos representantes de cada casa al primer Capítulo General, profesaran «la regla y el género de vida del bienaventurado Agustín», redactaran sus Constituciones y eligieran un Prior General. El proceso estuvo bajo la dirección del cardenal Ricardo degli Annibaldi por medio de la bula Praesentium vobis. La reunión tuvo lugar en marzo de 1244, en la ciudad de Roma (en un lugar ahora desconocido) en lo que se llama ahora La Pequeña Unión.
La bula Licet Ecclesiae Catholicae marcó una segunda fase en el desarrollo inicial de la Orden, conocido como La Gran Unión, ocurrida el 9 de abril de 1256 en una antigua iglesia romana (hoy Basílica de Santa María del Popolo). En esta ocasión se produjo la anexión de otras órdenes de ermitaños situados en las regiones centrales y septentrionales de Italia como los de Juan Bueno, los Ermitaños de Santa María de Cesena, los Ermitaños de Bréttino, los Ermitaños de Monte Favale e incluso los Guillermitas que profesaban la Regla de San Benito.

### Privilegios y distinciones de la Orden
A la Orden de San Agustín se le han dado ciertos privilegios durante su historia.
El papa Alejandro IV liberó a la Orden de la jurisdicción de los obispos e Inocencio VIII, en 1490, concedió a todas las iglesias de la Orden indulgencias similares a las que pueden hacerse en estaciones en Roma.

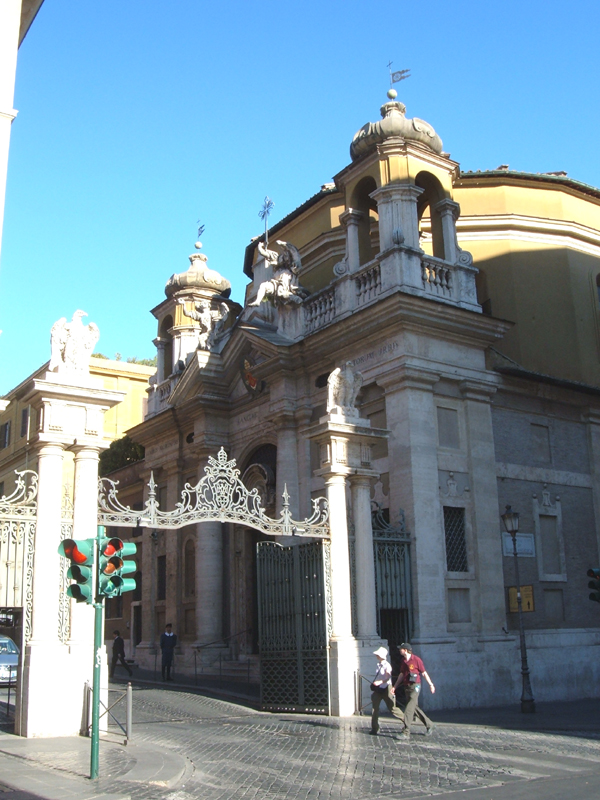
Parroquia de la Ciudad del Vaticano a cargo de la Orden de San Agustín

En 1352, el papa Juan XXII decretó que el Sacristán del Palacio Apostólico debería siempre ser un miembro de la Orden cuyas tareas además incluían ser Guardián del Sagrario, confesor del Papa y su bibliotecario (cuando la Biblioteca Vaticana creció y se reorganizó en 1481 se escogió otro bibliotecario). Alejandro VI confirmó esta misión, garantizándola para siempre a un miembro de la Orden mediante una bula promulgada en 1497. Entre los sacristanes destacados se encuentran el Venerable Giuseppe Bartolomeo Malocchio confesor del papa Pío VII y Angelo Rocca, que gracias a la aprobación del Papa Paulo V, fundó la primera biblioteca pública de Roma, la Biblioteca Angelica en el Convento San Agustín.
En 1929, el papa Pío XI estableció la Pontificia Parroquia de Santa Ana en la Ciudad del Vaticano, poniéndola a cargo de los agustinos cuya iglesia es Sant'Anna dei Palafrenieri. En el mismo año la Parroquia de Santo Tomás de Villanueva en Castel Gandolfo que estaba a cargo de la Orden, fue traspasada a los Salesianos.
Hasta 1929, el párroco del Palacio Apostólico era ocupado por el Sacristán Pontificio. El papa Pío XI determinó que el Sacristán también sería nombrado vicario general de la Ciudad del Vaticano «con las facultades necesarias, incluso en tiempo de Sede Vacante». Finalmente, en 1991, el papa Juan Pablo II confió el cuidado pastoral de la Ciudad del Vaticano al cardenal arcipreste de la basílica de San Pedro. El último agustino en ejercer el oficio de sacristán de vicario del Papa para la Ciudad del Vaticano fue el obispo Pietro Canisio Van Lierde quien ocupó el puesto desde 1961 hasta 1991.
Los agustinos aún están a cargo de Sacristía de la Basílica de San Pedro.
El actual Papa, León XIV elegido el 8 de mayo de 2025, pertenece a esta orden.

## Espiritualidad y finalidad

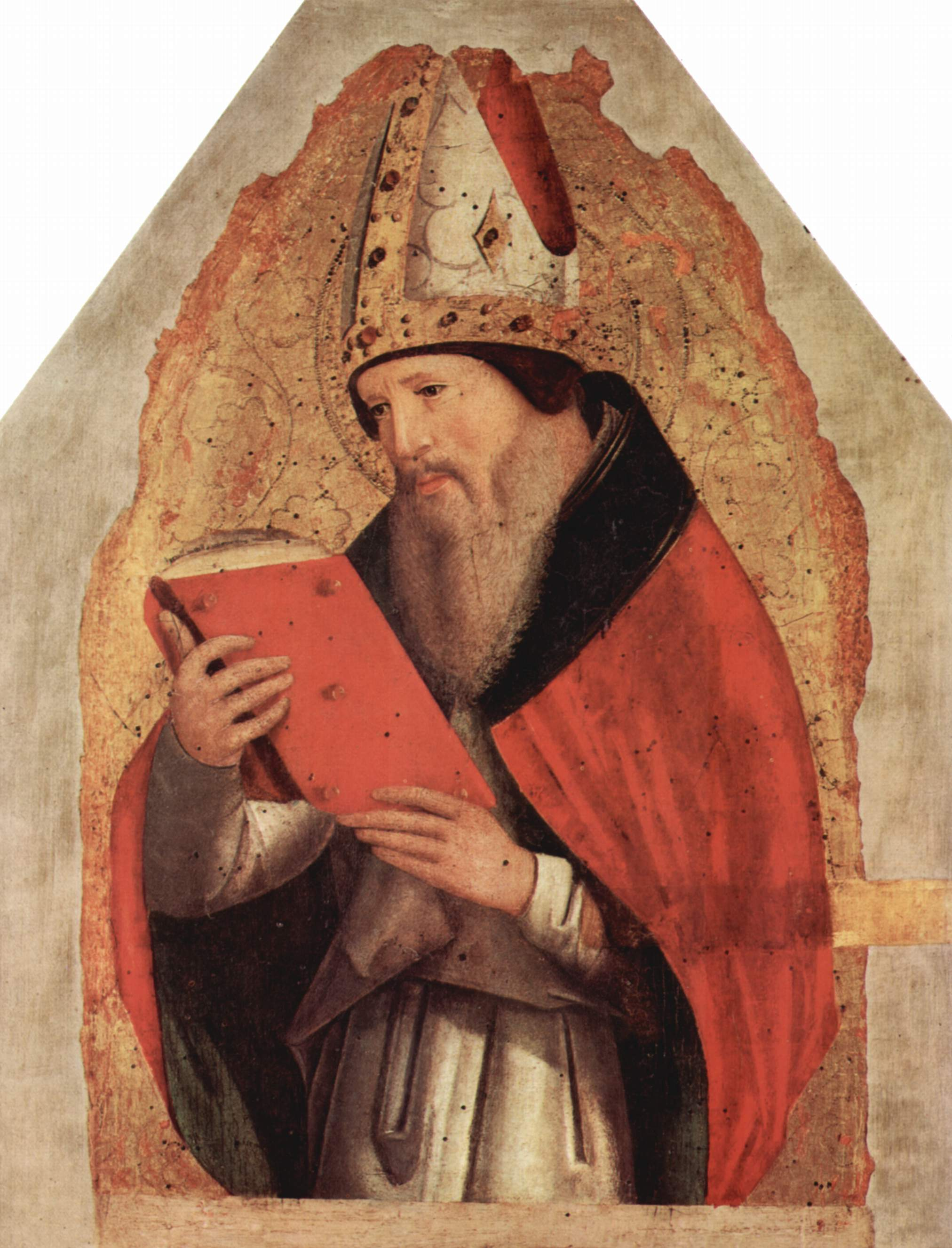
San Agustín, obispo de Hipona, Padre y Doctor de la Iglesia

### Naturaleza de la Orden
La naturaleza de la Orden de San Agustín está dada por los elementos integrados en su formación: la herencia monástica de San Agustín, la tendencia contemplativa propia de sus raíces eremíticas, y los principios fundamentales de las órdenes mendicantes.

### Finalidad y razón de ser
El fin de la Orden de San Agustín está determinado en su propia Regla, escrita por San Agustín a los Siervos de Dios; la primera fundación hecha por San Agustín en vida:

Os habéis reunido para vivir en la casa unánimes y tener una sola alma y un solo corazón orientado hacia Dios.

Este fin es, así mismo, el lema de la Orden

Anima una et cor unum in Deum

que en español significa

Una sola alma y un solo corazón hacia Dios.

## Ideales de la Orden
Para lograr el cumplimento de su fin, la Orden de San Agustín cuenta con varios ideales, entre los que sobresalen:
- La consagración a Dios por los votos religiosos, fuente de vida comunitaria y de actividad apostólica.
- El culto divino, en la Liturgia.
- La perfecta vida común.
- La dedicación, común e individual, al desarrollo de la vida interior y el estudio.
- La actividad apostólica según las necesidades de la Iglesia.
- La diligente entrega al trabajo, tanto manual como intelectual, para el bien de la comunidad.[7]

## Símbolos agustinianos

### El hábito
El hábito de la Orden de San Agustín está conformado por una túnica o sayal de color negro que llega hasta los tobillos y está ceñido por un cinturón de cuero negro de una sola pieza que cae hasta el borde de la túnica y, encima de la túnica, una capilla del mismo color recta al frente, hasta los codos y atrás terminada en punta larga. En países de clima tropical está permitido el uso del hábito de color blanco manteniendo la correa negra.

### El escudo
El ideal de vida de los miembros de la Orden de San Agustín aparece claramente expresado en el escudo oficial. Hasta las reformas de los capítulos generales del siglo XX y principios del siglo XXI, el escudo de la Orden de San Agustín carecía de blasón; un libro cerrado y acostado con un corazón inflamado (con fuego) y atravesado por un dardo; detrás de este, la correa del hábito, la cruz episcopal, un báculo y sobre el libro una mitra como símbolos de episcopado de San Agustín; debajo del todo una banda blanca con la inscripción Tolle Lege, Tolle Lege (toma, lee; toma, lee), que fueron las palabras que San Agustín escuchó el día de su conversión antes de leer las Cartas de San Pablo. El escudo aparece decorado con palmas doradas. 
Posterior a las reformas, el escudo se simplificó aunque nunca se abolió el anterior, y el actual escudo fue adoptado no solo por la Orden sino por las demás órdenes de la Familia Agustiniana: sobre un libro abierto aparece un corazón atravesado por el dardo de la caridad.

## Organización de la Orden
La Orden de San Agustín es una orden de fraternidad apostólica. Se trata de una fraternidad porque todos los hermanos que la integran son iguales no existiendo ningún tipo de diferencias originadas en privilegios, títulos y situaciones sociales o económicas.
Los frailes agustinos viven en una comunidad fraterna que es la vida en común. A través de ella y unidos en el amor de Cristo, buscan a Dios, se sirven mutuamente, perfeccionan con la ayuda de la Gracia los valores de la persona y trabajan por la comunidad, buscando la salvación propia y de las almas. Los frailes agustinos no poseen bienes propios por su voto de pobreza, sino que todas las cosas que poseen son en comunidad.

## Gobierno y estructura
Lista completa: Anexo:Priores Generales de la Orden de San Agustín
La potestad máxima de gobierno de la Orden de San Agustín recae en el Capítulo General, donde se representa a todos los frailes. El Capítulo General celebrado cada seis años elige a un Prior General. Actualmente el Prior General es Fray Alejandro Moral Antón, elegido en 2013 y sucesor de Fray Robert Prevost, quien había sido elegido el 2001 y reelecto 2007. Cuenta con seis asistentes y un secretario. La curia general de la Orden se encuentra en Roma, a escasos metros de la Ciudad del Vaticano.

### Miembros
La fraternidad de la Orden de San Agustín se refleja en su estructura la cual está formada por tres ramas que se rigen por Regla de San Agustín y sus Constituciones, además están bajo la dirección y cuidado del Prior General.
- Hermanos o frailes profesos miembros de alguna circunscripción de la Orden, todos están llamados al apostolado y la mayoría son ordenados sacerdotes.
- Monjas de vida contemplativa miembros de los monasterios de la Orden.
- Laicos adscritos a Fraternidades Seculares Agustinianas, erigidas por decreto del Prior General.

### La Segunda Orden de San Agustín
Como toda orden mendicante, la Orden de San Agustín está conformada por los frailes agustinos y las hermanas o sorelas agustinas.
Antiguamente llamada Segunda Orden, hoy conocidas como Agustinas de Vida Contemplativa, la orden agustina también está integrada por muchas religiosas que siguiendo el ejemplo de san Agustín viven en comunidad con Un solo corazón y una sola alma en Dios. San Agustín les dejó este modelo al crear el primer monasterio de vírgenes consagradas a Dios en África donde fue priora la propia hermana del Obispo de Hipona. A la muerte de la superiora, el monasterio entró en mucho desorden por lo que el Obispo dirigió unas cartas a la nueva superiora; dentro de una de estas cartas anexó su famosa Regla, que ya se vivía en los monasterios de varones, pero de la cual se obtendrá la Regla que vive toda la Orden hoy en día.
Con la fundación de la Orden, en 1244, de inmediato junto con los conventos de frailes se erigieron también los conventos de hermanas, de vida contemplativa, buscando grandes espacios de oración y contemplación. Con el Concilio de Trento se dio una mayor importancia a la vida de clausura de las religiosas.
Desde el inicio de los monasterios de religiosas, estos han producido grandes mujeres entre las que se conocen a la santa virgen Clara de Montefalco, la santa viuda Rita de Casia y las beatas Magdalena Albrici y María Teresa Fasce.
Así hoy en día la Orden Agustina cuenta con muchos monasterios de hermanas consagradas a Dios bajo los votos de castidad, pobreza y obediencia, que viviendo una vida común, dedicadas a la oración y al estudio poseen Estatutos Propios del Monasterio viendo bajo la obediencia de la madre Priora, llamada también en algunos casos Abadesa, pero compartiendo a la vez todos los monasterios las mismas Constituciones de la Orden Agustina bajo la obediencia al Padre General de la misma.

### Hábito
Al igual que sus hermanos, las monjas de la Orden de San Agustín visten el hábito negro ceñido a la cintura con un cinturón largo del mismo color, la toca blanca y el velo negro si son de votos solemnes, o blanco, si son de votos simples o novicias.
En algunos monasterios, por tradición, las hermanas llevan un escapulario negro o una esclavina o capilla, negra.

## Presencia
Al año 2013 la Orden de San Agustín contaba con 2818 religiosos distribuidos en 50 países en cinco continentes y 435 parroquias a su cargo. Además la orden se encuentra asociada a la Organización de las Naciones Unidas (ONU).

## Agustinos destacados
| - Gregor Mendel - Jerónimo Seripando - Gaspar de Molina y Oviedo - Joannes Mantelius - Egidio Romano - Prosper Grech - Johann von Staupitz - José Domingo Ulloa - Luis López de Solís - Manuel Ochogavía Barahona - Samuel Rubio Calzón - Juan González de Mendoza - Cipriano García Fernández - Luis Marín de San Martín - Juan Mckniff - Michael Campbell - Donatus Ogun - Luis Lemos y Usátegui Chile - Alberto Bochatey - John Niyiring - Luis López de Solís - Petrus Canisius van Lierde - Diego Melo de Portugal | - Martín Lutero - Angelo Rocca - Andrés de Urdaneta - Diego Tadeo González - Antonio de Roa - Diego Francisco Padilla - Florentino Díez Fernández - Fray Luis de León - Antonio de la Calancha - Fray Diego Ortiz Mártir - Nicolás Castellanos - Diego Guevara - Ignacio Padilla y Estrada - Pedro de Solier y Vargas Puerto Rico - William Jones Puerto Rico - Fray Juan Bautista Moya - Fray Diego de Chávez y Alvarado | - Enrique Flórez - Tomás Cámara y Castro - Pedro Centeno - Juan Márquez - Payo Enríquez de Rivera - Gonzalo de Hermosillo - Manuel Risco - Manuel Herrero Fernández - Daniel Thomas Turley Murphy - Miguel Fuertes Prieto - Nicolás Juárez Carro - Edinson Farfan Cordova - Gonzalo Tejerina Arias - Miguel Olaortúa Laspra - Demetrio Jiménez Sánchez-Mariscal - Juan Conway McNabb - Helizandro Terán Bermúdez - Fray Alonso de la Vera Cruz - León XIV |

## Santos y beatos agustinos
| - San Agustín de Hipona, Doctor y Padre de la Iglesia - San Nicolás de Tolentino - Santa Rita de Casia - Santo Tomás de Villanueva - San Alonso de Orozco - Pedro Arbués - Juliana de Cornillon | - San Ezequiel Moreno - San Juan de Sahagún - Santa Mónica - Santa Clara de la Cruz (o de Montefalco) - Santa Magdalena de Nagasaki - Beata Ana Catalina Emmerick | - Beata Inés de Benigánim - Beata Josefa de la Purificación - Beata María de San José - Beato Tomás de Kempis - Beato José López Piteira, primer cubano beatificado. - Beato Anselmo Polanco, Obispo de Teruel-Albarracín. - Beato Elías del Socorro Nieves, mártir mexicano |

## Centros educativos agustinianos
En la Orden de San Agustín, además del gran número de centros de educación primaria y secundaria, destacan los siguientes centros de educación superior:
- Universidad Villanova, Filadelfia, Estados Unidos
- Merrimack College, North Andover, Massachusetts, Estados Unidos
- Fundación Universitaria Unicervantes, Bogotá - Colombia.
- Real Centro Universitario María Cristina de El Escorial (adscrito a la Universidad Complutense de Madrid), San Lorenzo de El Escorial, España
- University of San Agustín, Iloílo, Filipinas
- Zentrum für Augustinusforschung, Würzburg, Alemania
- Institutum Patristicum Augustinianum, Roma, Italia.